# Vytížení moskevského metra
Metro, které slouží hlavnímu městu Ruska, Moskvě, je jedním z nejvytíženějších na světě; denně jej využije kolem sedmi až devíti milionů cestujících.

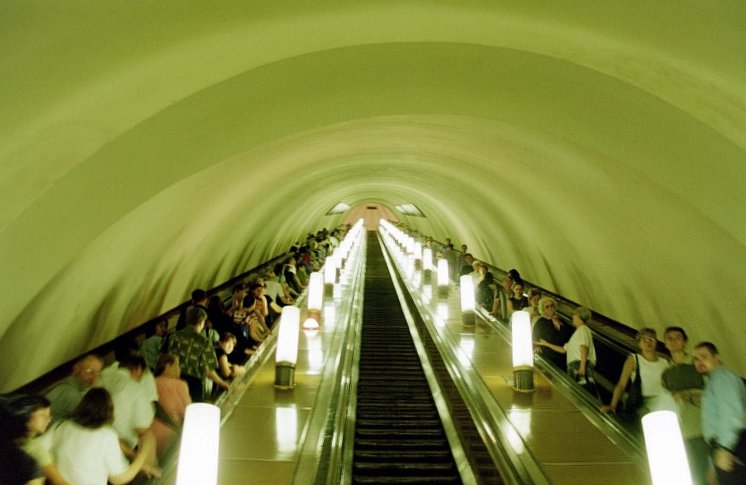
Vytížený eskalátor moskevského metra

Průměrně dvakrát podzemní dráhu využije 1,8 milionu cestujících v pracovních dnech a 463 tisíc cestujících o sobotě a neděli. 80 % cestujících využije při své cestě i okružní linku Kolcevaja (to je 3,9 milionu cestujících), 66 % všech cestujících pak při své cestě přestupuje (3,2 milionu). Mnohé stanice mají rozsáhlé sítě přestupních chodeb, mnohdy mezi dvěma nástupišti vede i více než obvyklá jedna.
Největší toky cestujících zažívají nejdelší linky; Zamoskvoreckaja, Tagansko-Kransopresněnskaja, Kalužsko-Rižskaja a Serpuchovsko-Timirjazevskaja. Je to nejen díky tomu, že pokrývají velkou část metropole, ale též i kvůli navazující rozsáhlé síti příměstské dopravy. Na některých konečných stanicích činí obrat cestujících i přes 100 000; součástí těchto stanic jsou velké terminály autobusové dopravy. V moskevské dopravě je toto označováno názvem Efekt Vychino, a to podle stanice, kde je tento tok nejrazantnější.
Naopak nejméně vytížené jsou linky Ljublinskaja, Kalininskaja a Kachovskaja. A to díky tomu, že jsou jednak krátké a jednak nebyly dobudovány celé; v provozu jsou pouze jejich první úseky. Výstavba dalších byla plánována, avšak díky nedostatku financí v 90. letech odsunuta do budoucnosti. I linka lehkého metra Butovskaja patří k málo využívaným; funguje však teprve od roku 2003 a její další rozšiřování jsou plánována. Navíc díky svému umístění slouží spíše jako napáječ deváté linky pro sídliště Butovo.

## Případy přetížení
Denní tok cestujících činí v moskevském metru 32 194 cestujících na kilometr a 56 166 na stanici. Samotné vlaky bývají někdy vytížené maximálně, a to i přesto, že na nejvíce vytížených linkách fungují až osmivozové soupravy o délce 153,6 m. Díky nim je možné přepravit za hodinu v jednom směru mezi 50 (šestivozové soupravy) až 70 tisíci cestujícími (osmivozové). Provozované soupravy typu E, 81-71 a Jauza lze spřáhnout jako osmivozové; u lehkého metra a vozů Rusič pak do sedmivozových (na některých nástupištích by však cestující museli vystupovat pomocí dveří v šestém voze vzhledem k nedostatečné délce nástupišť).
Kromě vlaků však v některých stanicích dochází v časech dopravní špičky i přetížení eskalátorových tunelů, tj. tvoří se před i za eskalátory dlouhé fronty. Jako nejjednodušší řešení se ukázala (v Praze či Budapešti) výměna původních sovětských eskalátorů (LT-3) za novější západní výroby a hlavně čtyřramenné. Tyto rekonstrukce by však byly v Moskvě poměrně nákladné, vzhledem k velkému počtu problematických stanic a délce eskalátorů. Navíc průměr tunelu je také omezený, a to průměrem 7,5 m. Výhledově se však plánuje dobudovat do některých stanic nové výstupy, což bude sice dražší, ale jako řešení efektivnější.

## Statistiky
| Nejvíce vytížené stanice Obrat cestujících za den | Nejvíce vytížené stanice Obrat cestujících za den |
| ------------------------------------------------- | ------------------------------------------------- |
| Komsomolskaja                                     | 187 078                                           |
| Vychino                                           | 176 629                                           |
| VDNCh                                             | 133 897                                           |
| Tušinskaja                                        | 128 781                                           |
| Jugo-Zapadnaja                                    | 128 629                                           |
| Ščjolkovskaja                                     | 124 201                                           |
| Rečnoj vokzal                                     | 121 187                                           |
| Tekstilščiki                                      | 118 849                                           |
| Pražskaja                                         | 118 271                                           |
| Petrovsko-Razumovskaja                            | 116 079                                           |
| Kuzminki                                          | 116 006                                           |
| Novogirejevo                                      | 114 030                                           |
| Puškinskaja                                       | 109 983                                           |
| Caricyno                                          | 96 381                                            |
| Těatralnaja                                       | 96 283                                            |
| Ploščaď Revoljucii                                | 96,283                                            |

| Nejméně vytížené stanice Obrat cestujících za den (pod 20 000) | Nejméně vytížené stanice Obrat cestujících za den (pod 20 000) |
| -------------------------------------------------------------- | -------------------------------------------------------------- |
| Rimskaja                                                       | 9 306                                                          |
| Bratislavskaja                                                 | 10 411                                                         |
| Kresťanskaja Zastava                                           | 10 711                                                         |
| Pioněrskaja                                                    | 12 694                                                         |
| Sevastopolskaja                                                | 13 053                                                         |
| Borovickaja                                                    | 14 143                                                         |
| Dubrovka                                                       | 14 400                                                         |
| Nagornaja                                                      | 17 884                                                         |
| Studenčeskaja                                                  | 16 467                                                         |
| Kaširskaja                                                     | 16 903                                                         |
| Smolenskaja                                                    | 17 154                                                         |
| Novojasenevskaja                                               | 18,325                                                         |
| Arbatskaja                                                     | 19 053                                                         |

| 16,0 |

| 16,6 |

| 16,6 |

| 16,6 |

| 16,5 |

| 10,1 |

| 7,6 |

|  | 44,2 (0,51) |

|  | 210,8 (2,43) |

| 591,6 (6,81) |

| 926,6 (10,66) |

| 699,5 (8,05) |

|  | 404,7 (4,66) |

|  | 404,7 (4,66) |

|  | 400,9 (4,61) |

|  | 417,4 (4,80) |

|  | 455,8 (5,25) |

| 519,2 (5,97) |

| 594,3 (6,84) |

| 726,2 (8,36) |

| 826,6 (9,51) |

| 529,4 (6,09) |

|  | 379,9 (4,37) |

|  | 267,5 (3,08) |

|  | 160,8 (1,85) |

|  | 89,9 (1,03) |

|  | 39,9 (0,46) |